# Asghar Farhadi
Asghar Farhadi (persky اصغر فرهادی) (* 7. květen 1972, Chomejníšahr) je íránský filmový režisér a scenárista. Je držitel dvou Oscarů za nejlepší cizojazyčný film, v roce 2012 ho získal za film Rozchod Nadera a Simin (šlo o první íránský film v historii, který tuto cenu získal) a v roce 2017 za film Klient. Druhé udělování Oscara vzbudilo mimořádný zájem veřejnosti a médií, když Farhadi odmítl na ceremoniál do USA přijet na protest proti politice amerického prezidenta Donalda Trumpa. Za Rozchod Nadera a Simin získal též Zlatý globus, Zlatého medvěda na festivalu v Berlíně a Césara.

## Režijní filmografie
| 2016 | Klient                 |
| 2013 | Minulost               |
| 2011 | Rozchod Nadera a Simin |
| 2009 | O Elly                 |
| 2006 | Chaharshanbe-soori     |
| 2004 | Shah-re ziba           |
| 2003 | Raghs Dar Ghobar       |